# Liüntika
Liüntika o Levente (fallecido antes de 907) fue un jefe tribal húngaro, el hijo mayor del gran príncipe Árpád. Como un líder militar participó en la conquista húngara (Honfoglalás).

## Posiciones
Según la estructura del Estado de köktürks y jázaros el príncipe heredero reinó sobre el pueblo unido. Esto está en consonancia con las fuentes, donde Liüntika apareció como líder de los kabar. Los kabar fueron el último grupo étnico que se unió al pueblo húngaro. De acuerdo con el emperador bizantino Constantino VII Porfirogéneta  – y siguiendo el relato del horka Bulcsú – un líder (arconte) gobernaba las tres tribus de los kabar, incluso en la época del emperador. Constantino considera que Lüntika era este líder durante la conquista.

## Vida
Liüntika, con el pueblo Kabar, luchó contra el Primer Imperio Búlgaro, mientras que su padre, Árpád comenzó una ofensiva con el ejército principal en alianza con la Gran Moravia contra Panonia y la frontera búlgara en la gran llanura húngara. Después de la conquista, probablemente, se convirtió en líder de Moravia, porque no había un castillo morava cerca del estuario del río Thaya, Břeclav (Lundenburg) apareció como Laventenburch en una fuente fechada en 1054.
Su incierta identidad se incrementó bajo Constantino VII que lo menciona como hijo de Árpád durante las campañas búlgaras, pero más tarde, cuando enumera los a descendientes de Árpád, Liüntika no está incluido entre los hijos del gran príncipe. También se ha tratado de explicar que Liüntika/Levente perdió la vida durante la campaña y no tuvo descendientes. Esto parece contradecir el nombre del lugar mencionado de Laventenburch. En otras opiniones su identidad es lo mismo con uno de los otros cuatro hijos, fue identificado sobre todo con el segundo hijo mayor, Tarhacsi/Tarkacsu/Tarkatzus/Tarhos. Péter Földes tiene una teoría especial para la contradicción: la palabra "Árpád" significaba una función, que primero utilizó el gran príncipe Álmos, padre de Árpád. Dio este nombre a su primer hijo, el heredero prospectivo. Según Földes las dos interpretaciones podrían ser mezclados, Liüntika era hijo de "Árpád Álmos", por lo que podría ser el hermano menor del gran príncipe Árpád, no su hijo.